# سنیتم خسرو
سنیتم خسرو یکی از فرماندهان نظامی ایرانی و فرمانده ارمنستان از ۶۰۵/۶ تا ۶۰۶/۷ در زمان حکومت شاهنشاه خسرو پرویز ساسانی (ح. ۵۹۰–۶۲۸) بود. او رهبر نیروهای ایرانی در زمان حمله ساسانیان به ارمنستان در سال ۶۰۵/۶ بود.